# Horst Bartel
Horst Bartel, född 16 januari 1928 i Cottbus, död 22 juni 1984 i Berlin, var en tysk marxistisk historiker och författare. Han var professor vid Akademie der Wissenschaften der DDR. Bartel utgav bland annat arbeten om den tyska arbetarrörelsens historia under 1800-talet.

## Biografi
Horst Bartel föddes i Cottbus år 1928. År 1942 inledde han en lärarutbildning i Orlau i Övre Schlesien men fullbordade den inte. Året därpå gick han med i Hitlerjugend och inkallades till Reichsarbeitsdienst. Bartel greps av amerikanska soldater 1945 och var krigsfånge från maj till september. Påföljande år anslöt han sig till Tysklands socialistiska enhetsparti, vilket kom att bli det statsbärande partiet i Östtyskland. Vid Humboldt-Universität i Berlin studerade Bartel bland annat historia och pedagogik. Han avlade doktorsexamen 1956 på en avhandling om Karl Marx och Friedrich Engels arbete för nyhetstidningen Der Sozialdemokrat under den period då antisocialistlagarna gällde (1878–1890).
Från 1956 till 1960 verkade Bartel som docent och förestod undervisningsavdelningen vid Institut für Gesellschaftswissenschaften beim ZK der SED (IfG). På inrådan av den marxistiske historikern Ernst Engelberg utnämndes Bartel till direktor för IfG. År 1966 utnämndes Bartel till professor i arbetarrörelsens historia vid IfG. År 1969 efterträdde han Engelberg som direktor för Akademie der Wissenschaften der DDR.